# Contea di Perkins (Dakota del Sud)
La contea di Perkins ( in inglese Perkins County ) è una contea dello Stato del Dakota del Sud, negli Stati Uniti. La popolazione al censimento del 2000 era di 3 363 abitanti. Il capoluogo di contea è Bison.